# Мејбен (Мисисипи)
Мејбен (енгл. Maben) град је у америчкој савезној држави Мисисипи.

## Демографија
По попису из 2010. године број становника је 871, што је 68 (8,5%) становника више него 2000. године.
| Група             | 2000.       | 2010.       |
| Белци             | 331 (41,2%) | 322 (37,0%) |
| Афроамериканци    | 465 (57,9%) | 531 (61,0%) |
| Азијати           | 2 (0,2%)    | 1 (0,1%)    |
| Хиспаноамериканци | 2 (0,2%)    | 10 (1,1%)   |
| Укупно            | 803         | 871         |